# Abd al-Halim Chaddam

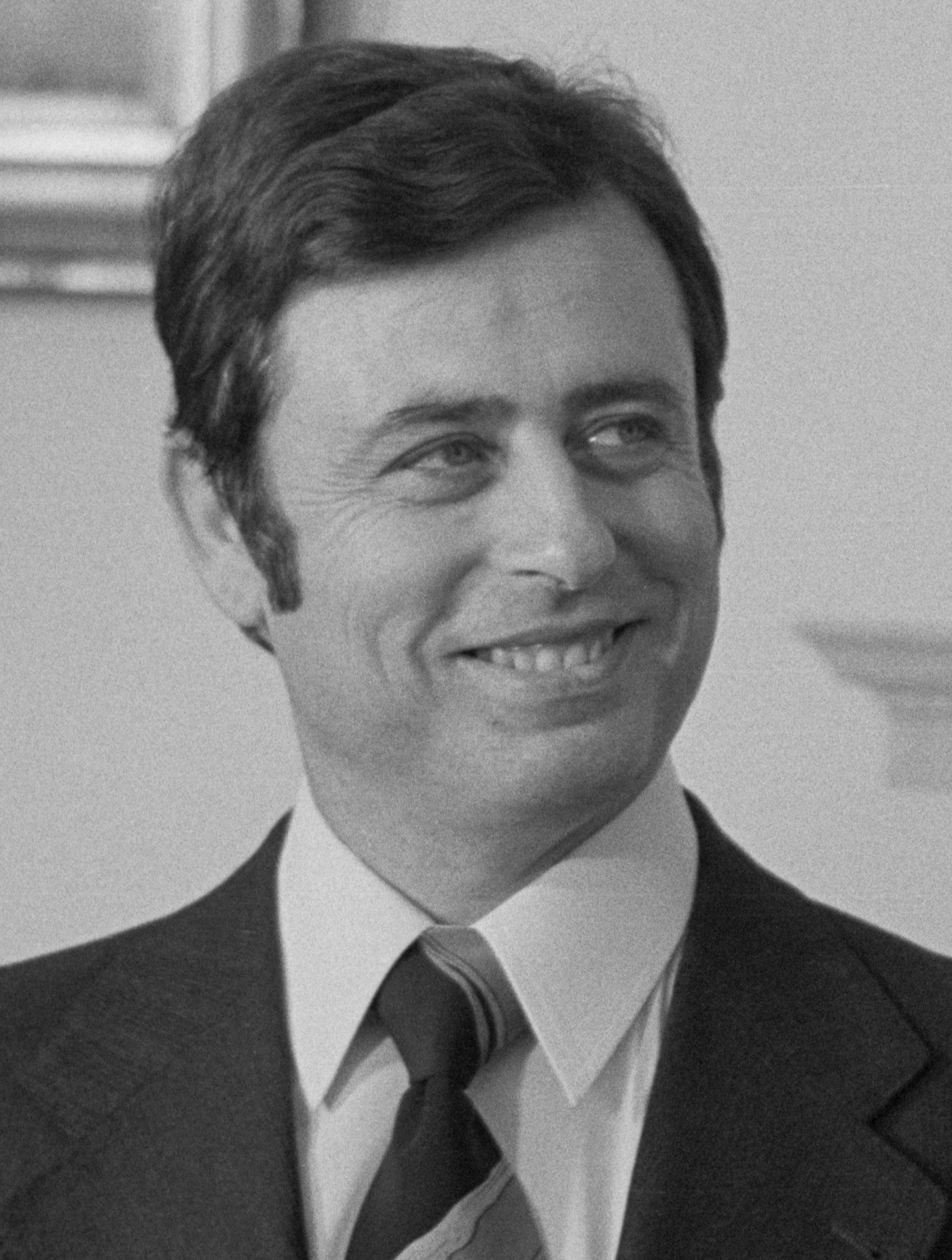
Abd al-Halim Chaddam

Abd al-Halim Chaddam (arabisch عبد الحليم خدام, DMG ʿAbd al-Ḥalīm Ḫaddām, auch Abdul Halim Khaddam; * 15. September 1932 in Baniyas; † 31. März 2020 in Paris) war ein syrischer Politiker. Er war langjähriger Vizepräsident (1984–2000; 2000–2005) und übergangsweise Präsident (10. Juni–17. Juli 2000) von Syrien. Seit seinem Rücktritt lebte er im Exil in Paris.

## Leben
Abd al-Halim Chaddam wurde am 15. September 1932 in Baniyas geboren. Er war einer der wenigen sunnitischen Muslime in der Spitze der von Alawiten dominierten syrischen Staatsführung. Chaddam war lange Zeit als loyal zu Hafiz al-Assad bekannt. Er war Außenminister von 1970 bis 1984 und Vizepräsident von 1984 bis 2000 neben Rifaat al-Assad und Zuhair Maschariqa. Präsident von Syrien war er vom 10. Juni bis 17. Juli 2000, zwischen dem Tod von Hafiz und der Wahl dessen Sohnes Baschar al-Assad. Zu dieser Zeit gab es Gerüchte, dass Chaddam versuchen würde, die Macht in Damaskus zu übernehmen.
Chaddam galt als einer der Hauptarchitekten des politischen Systems im Libanon nach dem libanesischen Bürgerkrieg und dessen Ende im Abkommen von Taif. Durch Gerrymandering der Wahlbezirke sorgte Chaddams System für eine Ausbalancierung der politischen Machtverhältnisse und größeren Einfluss pro-syrischer Politiker.
Als Baschar al-Assad das Präsidentenamt innehatte, wurde Chaddam wieder Vizepräsident. Er und andere Mitglieder der „alten Garde“ verloren aber allmählich ihren alten Einfluss. In diesem Zusammenhang verkündete er am 6. Juni 2005 auf dem Baath-Parteitag seinen Rücktritt. Nach dem Rücktritt zog er nach Paris, um angeblich seine Memoiren zu schreiben. Nach einem offenen Bruch mit der syrischen Regierung lebte er dort im Exil. Noch im gleichen Jahr gründete er in Belgien die oppositionelle Nationale Erlösungsfront.
Chaddam war mit Najat Marqabi verheiratet, die aus einer prominenten Familie aus Tartus stammt. Seine Großenkelin ist mit dem Sohn von Rafik Hariri verheiratet.